# Бобошко Юрій Миколайович
Ю́рій Микола́йович Бобо́шко (нар. 7 квітня 1925, Київ — пом. 2 грудня 1988, Київ) — український театрознавець, завідувач літературною частиною Київського українського драматичного театру ім. І. Франка. Онук Василя Липківського.

## Життєпис
Народився 1925 року в родині вчительки літератури Марії Василівни Липківської (доньки митрополита Василя Липківського) і учителя географії Миколи Бобошка. Після арешту батька 1934 року дев'ятирічний Юрко з матір'ю певний час жив в Киргизії.
Закінчив Київський інститут театрального мистецтва 1951 року. Кандидат мистецтвознавства з 1965.
Працював завідувачем літературною частиною Київського українського драматичного театру ім. І. Франка, старшим науковим співробітником Інституту мистецтвознавства, фольклористики та етнології АН УРСР (1962—1973), старшим викладачем, доцентом, завідувачем кафедрою театрознавства Київського інституту театрального мистецтва (1973—1988).

## Напрями дослідження
- Теоретичні проблеми театрального мистецтва
- Історія українського театру XIX і XX століть
- Творча діяльність «Березоля»
- Проблеми сучасного театру, його виражальні засоби й місце в художньому процесі

## Публікації
- Теоретик театрального мистецтва // Народний артист СРСР В. С. Василько і український радянський театр. — Одеса: 1983 [Архівовано 2 квітня 2015 у Wayback Machine.] —  С. 20-21
- Віктор Миколайович Добровольський. — К.: Мистецтво, 1964
- Київський державний ордена Леніна академічний український драматичний театр ім. Івана Франка. — К.: Мистецтво, 1970
- Сьогодення українського театру: науково- популярна література / Ю. М. Бобошко. — К. : 1971.
- Гнат Юра. — К.: 1980
- Режисер Лесь Курбас. — К.: Мистецтво, 1987
- Духовна спадщина Леся Курбаса // Курбас Лесь. «Березіль»: Із творчої спадщини. — К.: 1988

## Твори у співавторстві
- «Грані алмаза» (інсценізація, у співавторстві з В. Гончаровим та П. Пасєкою) — 1959
- Український драматичний театр. — т. 1, 1967
- «Для домашнього вогнища» (інсценізація за І. Франком) — 1968
- Шляхи і проблеми розвитку українського радянського театру [Архівовано 13 червня 2020 у Wayback Machine.]. — 1970
- «Заздрісний котик» (лялькова п'єса для малят на дві дії) — 1970
- «Коли водилися чорти на землі» (п'єса) — 1973